# Arielle Wilson
Arielle Wilson est une ancienne joueuse de volley-ball américaine née le 3 janvier 1989 à Chicago (Illinois). Elle mesure 1,91 m et jouait au poste de centrale. Elle a mis un terme à sa carrière de volleyeuse professionnelle en mai 2016.

## Clubs
| Club                  | De        | À         |
| --------------------- | --------- | --------- |
| Penn State University | 2007-2008 | 2010-2011 |
| Impel Wrocław         | 2011-2012 | 2011-2012 |
| Azerrail Bakou        | 2012-2013 | 2012-2013 |
| İqtisadçı VK          | sept 2013 | déc 2013  |
| Manokwari Valeria     | 2013-2014 | 2013-2014 |
| Lokomotiv Bakou       | fév 2014  | mai 2014  |
| River Volley Piacenza | 2014-2015 | 2014-2015 |
| Volley Towers         | 2015-2016 | 2015-2016 |